# Liste des châteaux du South Lanarkshire
Cette liste recense les principaux châteaux du council area du South Lanarkshire en Écosse.

## Liste
| Nom                     | Type           | Date        | Condition                       | Propriétaire      | Localisation                   | Notes                    | Image                                                            |
| ----------------------- | -------------- | ----------- | ------------------------------- | ----------------- | ------------------------------ | ------------------------ | ---------------------------------------------------------------- |
| Château de Bothwell     |                |             | En ruine                        | Historic Scotland | Bothwell                       |                          | Great Hall and South East Tower seen from the Donjon             |
| Château de Calderwood   |                | XIVe siècle |                                 |                   | Long Calderwood, East Kilbride | démoli en 1955           |                                                                  |
| Château de Cadzow       |                |             | En ruine                        | Historic Scotland | Chatelherault Country Park     |                          | Cadzow Castle, seen across the Avon Gorge from the Duke's Bridge |
| Château de Craignethan  |                |             | En ruine                        | Historic Scotland | Crossford                      |                          |                                                                  |
| Château de Crawford     |                |             | En ruine                        |                   | Crawford                       | Alias : Lindsay Tower    |                                                                  |
| Château de Douglas      |                |             | En ruine                        |                   | Douglas                        | Alias : Castle Dangerous |                                                                  |
| Château de Farme        | Donjon et cour | XVe siècle  | Disparu                         | n/a               | Rutherglen                     |                          |                                                                  |
| Château de Gilbertfield |                |             | En ruine                        |                   | Cambuslang                     |                          |                                                                  |
| Tour de Hallbar         |                |             | Restauré comme lieu de vacances | Vivat Trust       | Braidwood                      |                          | Tower of Hallbar                                                 |
| Château de Lee          | Historic House |             | Résidence privée                |                   | Lanark                         |                          |                                                                  |
| Château de Mains        |                | XVe siècle  | Résidence privée                |                   | East Kilbride                  |                          |                                                                  |
| Château de Rutherglen   |                |             | Disparu                         | n/a               | Rutherglen                     |                          |                                                                  |
| Château de Strathaven   |                |             | En ruine                        |                   | Strathaven                     | Accès libre              |                                                                  |